# Priretxni (Krasnodar)
Priretxni - Приречный (rus) és un khútor del krai de Krasnodar, a Rússia. És a la vora dreta del riu Bélaia, afluent del riu Kuban, a 5 km al sud de Belorétxensk i a 78 km al sud-est de Krasnodar. Pertany al possiólok de Rodnikí.